# Parodia turecekiana
Parodia turecekiana là một loài thực vật có hoa trong họ Cactaceae. Loài này được R. Kiesling mô tả khoa học đầu tiên năm 1995.